# Живокость высокая
Жи́вокость высо́кая (лат. Delphínium elátum) — многолетнее травянистое растение рода Живокость (Delphinium) семейства Лютиковые (Ranunculaceae).

## Ботаническое описание

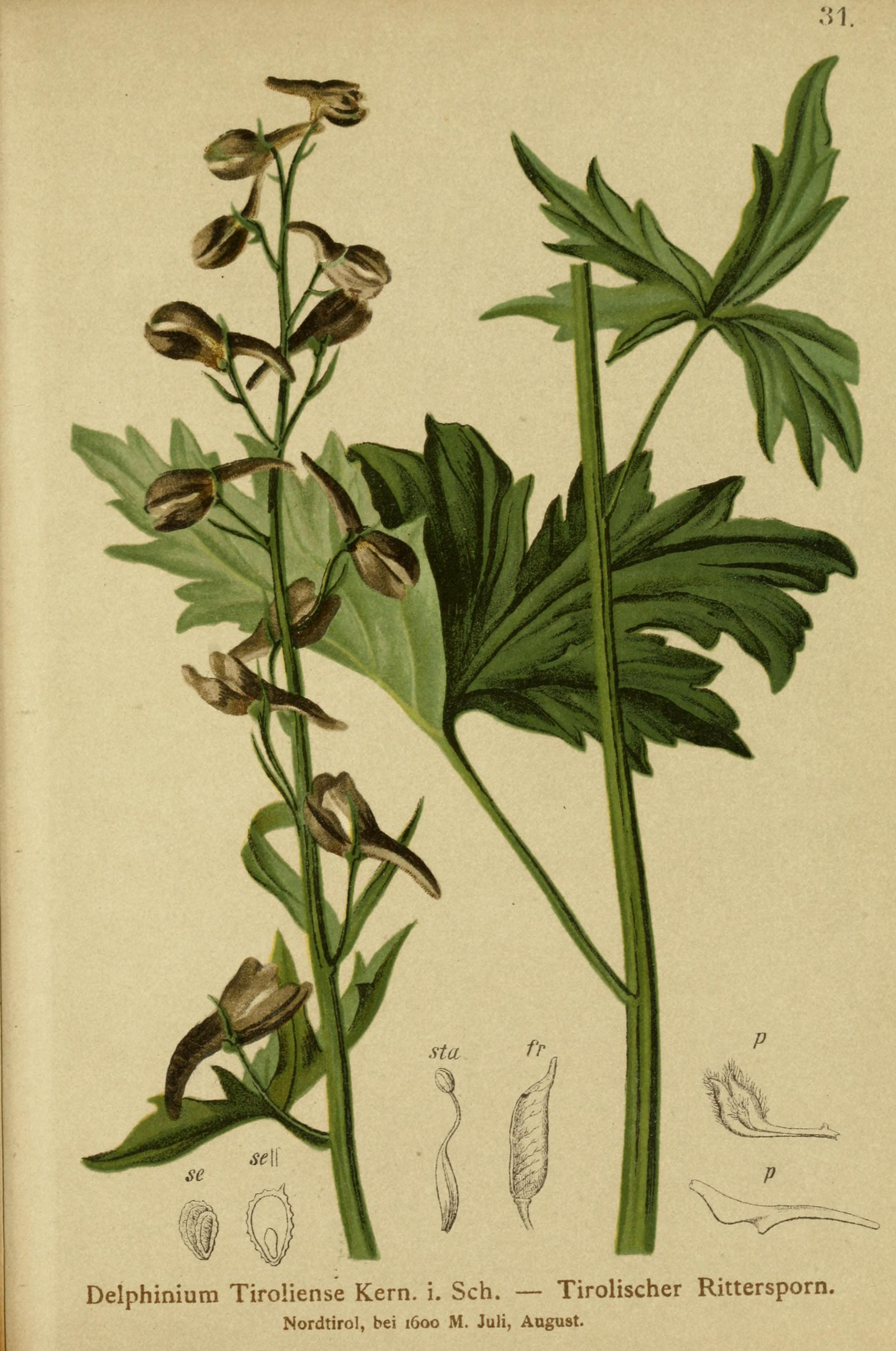
Ботаническая иллюстрация из книги «Atlas der Alpenflora». 1882

Высота стебля от 1 до 4 м. Корневище короткое, многоглавое. Корни мочковатые, серовато-коричневого цвета.
Стебель простой, прямостоячий, равномерно олиственён, полый и ребристый, обычно голый, иногда волосистый в нижней части.
Листья очерёдные, длинночерешковые, в общем очертании округлые, в основании глубокосердцевидные, пальчато рассечены на три ромбические соприкасающиеся доли, далее лапчатые, пяти-семираздельные, часто острозубчато надрезанные. Пластинка листа голая или по краям и жилкам волосистая, длиной 3-7 см, шириной до 16 см. Рассечённость и опушённость листьев сильно меняется.
Цветки обоеполые, разных оттенков синего, неправильные (зигоморфные) с видоизменёнными верхними чашелистиками — шпорцами. Собраны в простые негустые кисти на верхушке стебля, иногда в нижней части ветвистые. Прицветники у основании цветоножек узколинейные, цельные. Чашелистики лепестковидные цельные, числом пять. Основание верхнего чашелистика продолжается в полый шпорец. Лепестки чёрные, синие, фиолетово-синие или тёмно-бурые, их всего четыре, вдвое короче чашелистиков, 1—1,5 см длиной. Два верхних изменены в два нектарника. Нектарники чёрно-бурые, вытянуты в шпорец, вложенный в шпорец чашелистика. Два нижних лепестка превращены в два стаминодия, которые на концах двунадрезаны, с жёлтыми волосками, образующими бородку. Тычинки многочисленные. Три пестика с верхними завязями. Цветет в июне — августе.
Формула цветка: {\displaystyle \uparrow K_{5}\;C_{2^{nect}:2^{st}}\;A_{\infty }\;G_{3-5}}.
Плод — многолистовка, собрана из трёх голых листовок. Семена мелкие коричневые, блестящие, почти трёхгранные, по рёбрам узкоплёнчатокрылатые. Созревают в августе — сентябре.

## Распространение и экология
Естественная область распространения — Северо-Восточная Европа и Сибирь, охватывает Забайкалье и Среднюю Азию. Встречается в горах Тянь-Шаня и юго-восточных горах Европы: Альпах, Карпатах, Судетах и в боснийско-сербском пограничном районе.
Растет в лесной зоне, в негустых светлых лесах, на лесных полянах, в оврагах на склонах, кроме южных, иногда по берегам рек на лугах. В горах заселяет субальпийскую область, до 2000 м над уровнем моря. Редко образует заросли, обычно растёт рассеянно.
Растет на слабоувлажнённых богатых почвах.

## Химический состав
В семенах обнаружено 3 алкалоида: метилликаконитин ({\displaystyle {\ce {C37H48O10N2}}}), дельфилин ({\displaystyle {\ce {C25H39O6N}}}) и делатин ({\displaystyle {\ce {C19H25O3NH2O}}}).
Все части растения содержат дитерпеновые алкалоиды, третичные амины. Общее содержание алкалоидов в корнях достигает 4 %, в семенах — 2,5 %, в листьях — 1,3 %.

Главный алкалоид элатин, содержание которого составляет примерно треть от общего количества других алкалоидов растения.
Другие алкалоиды: дельсин, дельфелатин (эльделин), дельфелин (дельфемин), кондельфин, метилликаконитин (делартин).
Растение содержит аконитовую кислоту, гликозид камфероль. В соцветиях содержатся флавоноиды.
Обнаруживаются макро- и микроэлементы: калий — 32; магний — 23; медь — 22; железо — 0,4 мг/г; молибден — 64; селен — 4,3; кобальт — 0,9; цинк — 0,7; барий — 0,4; никель — 0,2 мкг/г.

### Токсикология
Ядовитое растение, оказывает расслабляющее действие на скелетную мускулатуру, в больших дозах может вызвать паралич отдельных групп мышц и обездвиживание. Поражает желудочно-кишечный тракт и сердечно-сосудистую систему.
Лечение, как при отравлении аконитом, промывание желудка, танин, слабительное. В зависимости от состояния могут применяться возбуждающие или сердечные средства.

## Хозяйственное значение и использование
Крупным рогатым скотом не поедается, овцами поедается плохо. Оленями не поедается или поедается плохо. Маралами не поедается.
Медонос.

### Медицина
Растение являлось сырьём для получения алкалоида элатина. Ограниченно применяется в народной медицине.
Элатин действует подобно яду кураре, который получают из коры южноамериканских лиан рода Strychnos (раньше индейцы применяли кураре для отравления стрел): вызывает расслабление скелетной мускулатуры, в больших дозах — обездвиживание; применяется для лечения заболеваний, сопровождающихся повышением мышечного тонуса, в частности болезни Паркинсона.

### Инсектицид
Отвары травы и настой цветков употребляют для уничтожения мух и других насекомых в жилых помещениях, траву — для истребления тараканов.

### Цветоводство
Декоративное растение, культивируемое в цветниках. Нередко дичает. Живокость высокая используется как садовое декоративное растение и послужила исходным видом для селекции многочисленных культурных декоративных сортов и гибридов, разводимых садоводами.

## Классификация

### Таксономия
Delphinium elatum L., 1753, Sp. Pl. : 531
Вид Живокость высокая относится к роду Живокость (Delphinium) семейства Лютиковые (Ranunculaceae) порядка Лютикоцветные (Лютикоцветные). Таксономическая схема в соответствии с Системой APG IV по состоянию на июнь 2024 года:
|  |                                      |  |                                   |                                   |                     |  | ещё 6 семейств | ещё 6 семейств |                       |  |                         |  | еще 502 подтвержденных видов и 106 видов, ожидающих подтверждения | еще 502 подтвержденных видов и 106 видов, ожидающих подтверждения |  |
|  |                                      |  |                                   |                                   |                     |  | ещё 6 семейств | ещё 6 семейств |                       |  |                         |  | еще 502 подтвержденных видов и 106 видов, ожидающих подтверждения | еще 502 подтвержденных видов и 106 видов, ожидающих подтверждения |  |
|  |                                      |  |                                   | порядок Лютикоцветные             |                     |  |                |                | род Живокость         |  |                         |  |                                                                   |                                                                   |  |
|  |                                      |  |                                   | порядок Лютикоцветные             |                     |  |                |                | род Живокость         |  | 4 внутривидовых таксона |  |                                                                   |                                                                   |  |
|  | отдел Цветковые, или Покрытосеменные |  |                                   |                                   | семейство Лютиковые |  |                |                | вид Живокость высокая |  |                         |  |                                                                   |                                                                   |  |
|  | отдел Цветковые, или Покрытосеменные |  |                                   |                                   |                     |  |                |                |                       |  |                         |  |                                                                   |                                                                   |  |
|  |                                      |  | ещё 63 порядка цветковых растений | ещё 63 порядка цветковых растений |                     |  |                | ещё 53 рода    | ещё 53 рода           |  |                         |  |                                                                   |                                                                   |  |
|  |                                      |  |                                   | ещё 63 порядка цветковых растений |                     |  |                |                | ещё 53 рода           |  |                         |  |                                                                   |                                                                   |  |

### Внутривидовые таксоны
- Delphinium elatum subsp. helveticum Pawł.
- Delphinium elatum subsp. nacladense (Zapał.) Holub
- Delphinium elatum subsp. polatschekii Starm.
- Delphinium elatum var. sericeum W.T.Wang

### Синонимы
- Delphinastrum elatum Spach
- Delphinastrum hybridum Spach
- Delphinastrum urceolatum Nieuwl.
- Delphinium alopecuroides W.Bull ex K.Koch
- Delphinium alpinum var. hebecarpum Kulikov
- Delphinium atropurpureum Pall.
- Delphinium belladonna (Kelw.) Bergmans
- Delphinium clusianum Host
- Delphinium cryophilum Nevski
- Delphinium davuricum Georgi
- Delphinium elatum f. grandiflorum Serg.
- Delphinium elatum f. parviflorum Serg.
- Delphinium elatum f. productum Serg.
- Delphinium elatum subsp. bosniacum (Pawł.) Starm.
- Delphinium elatum subsp. cryophilum (Nevski) Jurtzev
- Delphinium elatum subsp. macrotepalum Starm.
- Delphinium elatum subsp. pubicaule (Borbás) Dostál
- Delphinium elatum subsp. tiroliense (A.Kern. ex Dalla Torre) Hegi
- Delphinium elatum var. alpinum Serg.
- Delphinium elatum var. belladonna Kelway
- Delphinium elatum var. bosniacum Pawł.
- Delphinium elatum var. giganteum Serg.
- Delphinium elatum var. glabrum Serg.
- Delphinium elatum var. gracile Serg.
- Delphinium elatum var. grandifolium Serg.
- Delphinium elatum var. pubicaule Borbás
- Delphinium elisabethae var. eglandulosum Kem.-Nath.
- Delphinium gratum Hoffmanns.
- Delphinium hirsutum Pers.
- Delphinium hispidum Steven ex DC.
- Delphinium hybridum L.
- Delphinium intermedium [ Soland. ]
- Delphinium kioviense Besser ex Nyman
- Delphinium macrotepalum (Starm.) Landolt
- Delphinium mixtum Loisel.
- Delphinium palmatifidum DC.
- Delphinium speciosum Janka ex Nyman
- Delphinium tauricum Pall. ex M.Bieb.
- Delphinium tiroliense Kern. ex Dalla Torre
- Delphinium urceolatum Jacq.